# Lizzo/Auszeichnungen für Musikverkäufe

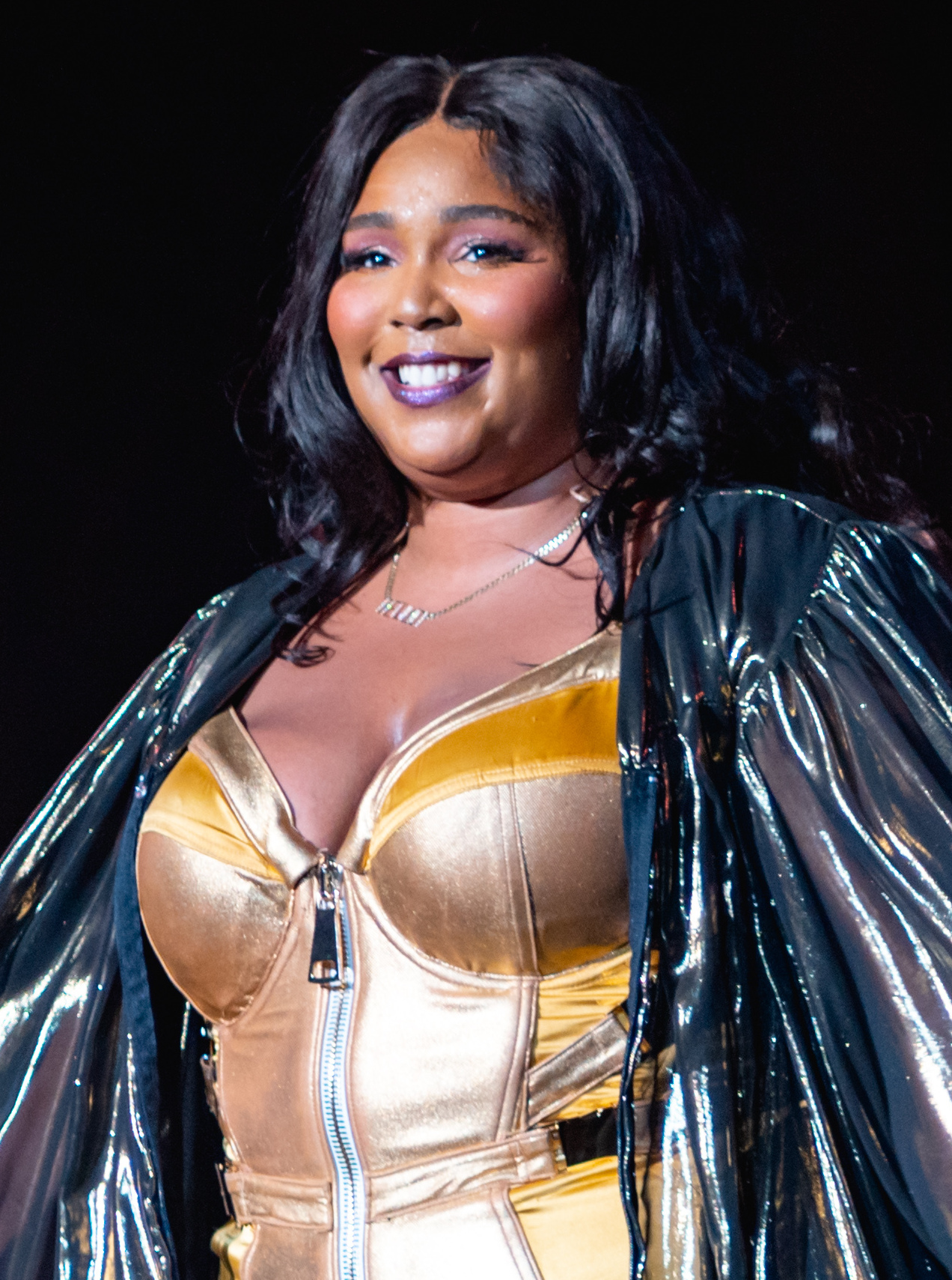
Lizzo (2019)

Dies ist eine Übersicht über die Auszeichnungen für Musikverkäufe der US-amerikanischen Sängerin, Rapperin und Songwriterin Lizzo. Die Auszeichnungen finden sich nach ihrer Art (Gold, Platin usw.), nach Staaten getrennt in chronologischer Reihenfolge, geordnet sowie nach den Tonträgern selbst, ebenfalls in chronologischer Reihenfolge, getrennt nach Medium (Alben, Singles usw.), wieder.

## Auszeichnungen
| - Vereinigtes Königreich - 2021: für die Single Boys - 2023: für die Single Rumors - Australien - 2022: für die Single Rumors - Belgien - 2020: für die Single Good as Hell - Brasilien - 2022: für die Single Cuz I Love You - Dänemark - 2020: für die Single Good as Hell - 2021: für die Single Truth Hurts - 2021: für das Album Cuz I Love You - 2023: für die Single Juice - 2025: für die Single 2 Be Loved (Am I Ready) - Finnland - 2022: für die Single Truth Hurts - 2022: für die Single Good as Hell - Frankreich - 2022: für das Album Cuz I Love You - 2022: für die Single Truth Hurts - Italien - 2019: für die Single Juice - 2020: für die Single Good as Hell - 2021: für die Single Truth Hurts - 2023: für die Single 2 Be Loved (Am I Ready) - Kanada - 2019: für die Single Tempo - 2024: für die Single Blame It on Your Love - 2025: für das Lied Soulmate - 2025: für die Single Cuz I Love You - 2025: für das Lied Like a Girl - Neuseeland - 2020: für das Album Coconut Oil - 2022: für die Single 2 Be Loved (Am I Ready) - Niederlande - 2019: für die Single Truth Hurts - Norwegen - 2020: für das Album Cuz I Love You - 2020: für die Single Good as Hell - 2020: für die Single Truth Hurts - Österreich - 2022: für die Single Juice - 2022: für die Single Truth Hurts - 2025: für die Single Boys - 2025: für die Single 2 Be Loved (Am I Ready) - Polen - 2021: für die Single Good as Hell - 2021: für die Single Truth Hurts - 2022: für das Album Cuz I Love You - 2022: für die Single Juice - 2023: für die Single Boys - Portugal - 2020: für die Single Truth Hurts - 2022: für die Single Juice - Schweiz - 2023: für die Single 2 Be Loved (Am I Ready) - Vereinigte Staaten - 2020: für die Single Cuz I Love You - 2021: für das Lied Like a Girl - 2021: für das Lied Soulmate - Vereinigtes Königreich - 2020: für das Album Cuz I Love You | - Australien - 2022: für die Single About Damn Time - 2022: für die Single Boys - Brasilien - 2020: für die Single Good as Hell - 2022: für das Album Cuz I Love You - 2022: für die Single About Damn Time - Dänemark - 2024: für die Single About Damn Time - Frankreich - 2022: für die Single Juice - 2022: für die Single Good as Hell - 2023: für die Single About Damn Time - 2023: für die Single 2 Be Loved (Am I Ready) - Italien - 2022: für die Single About Damn Time - Kanada - 2025: für das Album Special - 2025: für die Single Rumors - Neuseeland - 2020: für die Single Juice - 2021: für das Album Cuz I Love You - 2022: für die Single About Damn Time - 2024: für das Album Special - Norwegen - 2023: für die Single About Damn Time - Österreich - 2022: für die Single Good as Hell - 2025: für die Single About Damn Time - Polen - 2023: für die Single About Damn Time - Portugal - 2022: für die Single About Damn Time - Schweiz - 2023: für die Single About Damn Time - Spanien - 2024: für die Single About Damn Time - Vereinigte Staaten - 2020: für das Album Cuz I Love You - 2021: für die Single Tempo - 2023: für die Single Boys - 2023: für die Single Rumors - Vereinigtes Königreich - 2020: für die Single Truth Hurts - 2021: für die Single Juice - 2024: für die Single 2 Be Loved (Am I Ready) - Brasilien - 2022: für die Single Juice - Kanada - 2022: für das Album Cuz I Love You - 2025: für die Single 2 Be Loved (Am I Ready) - 2025: für die Single Boys - Vereinigte Staaten - 2021: für die Single Juice - 2023: für die Single About Damn Time - Vereinigtes Königreich - 2021: für die Single Good as Hell - 2025: für die Single About Damn Time | - Australien - 2020: für die Single Truth Hurts - Kanada - 2025: für die Single Juice - Neuseeland - 2023: für die Single Good as Hell - 2024: für die Single Truth Hurts - Australien - 2022: für die Single Juice - Vereinigte Staaten - 2023: für die Single Good as Hell - Australien - 2022: für die Single Good as Hell - Kanada - 2025: für die Single About Damn Time - Vereinigte Staaten - 2021: für die Single Truth Hurts - Kanada - 2025: für die Single Good as Hell - Kanada - 2025: für die Single Truth Hurts - Brasilien - 2022: für die Single Truth Hurts |

## Auszeichnungen nach Alben

### Coconut Oil
| Land/Region       | Auszeichnungen für Musikverkäufe (Land/Region, Auszeichnung, Verkäufe) | Verkäufe |
| ----------------- | ---------------------------------------------------------------------- | -------- |
| Neuseeland (RMNZ) | Gold                                                                   | 7.500    |
| Insgesamt         | 1× Gold ·                                                              | 7.500    |

### Cuz I Love You
| Land/Region                  | Auszeichnungen für Musikverkäufe (Land/Region, Auszeichnung, Verkäufe) | Verkäufe  |
| ---------------------------- | ---------------------------------------------------------------------- | --------- |
| Brasilien (PMB)              | Platin                                                                 | 40.000    |
| Dänemark (IFPI)              | Gold                                                                   | 10.000    |
| Frankreich (SNEP)            | Gold                                                                   | 50.000    |
| Kanada (MC)                  | 2× Platin                                                              | 160.000   |
| Neuseeland (RMNZ)            | Platin                                                                 | 15.000    |
| Norwegen (IFPI)              | Gold                                                                   | 10.000    |
| Polen (ZPAV)                 | Gold                                                                   | 10.000    |
| Vereinigte Staaten (RIAA)    | Platin                                                                 | 1.000.000 |
| Vereinigtes Königreich (BPI) | Gold                                                                   | 100.000   |
| Insgesamt                    | 5× Gold · 5× Platin ·                                                  | 1.395.000 |

### Special
| Land/Region       | Auszeichnungen für Musikverkäufe (Land/Region, Auszeichnung, Verkäufe) | Verkäufe |
| ----------------- | ---------------------------------------------------------------------- | -------- |
| Kanada (MC)       | Platin                                                                 | 80.000   |
| Neuseeland (RMNZ) | Platin                                                                 | 15.000   |
| Insgesamt         | 2× Platin ·                                                            | 95.000   |

## Auszeichnungen nach Singles

### Good as Hell
| Land/Region                  | Auszeichnungen für Musikverkäufe (Land/Region, Auszeichnung, Verkäufe) | Verkäufe  |
| ---------------------------- | ---------------------------------------------------------------------- | --------- |
| Australien (ARIA)            | 6× Platin                                                              | 420.000   |
| Belgien (BRMA)               | Gold                                                                   | 20.000    |
| Brasilien (PMB)              | Platin                                                                 | 40.000    |
| Dänemark (IFPI)              | Gold                                                                   | 45.000    |
| Finnland (IFPI)              | Gold                                                                   | 20.000    |
| Frankreich (SNEP)            | Platin                                                                 | 200.000   |
| Italien (FIMI)               | Gold                                                                   | 35.000    |
| Kanada (MC)                  | 8× Platin                                                              | 640.000   |
| Neuseeland (RMNZ)            | 4× Platin                                                              | 120.000   |
| Norwegen (IFPI)              | Gold                                                                   | 30.000    |
| Österreich (IFPI)            | Platin                                                                 | 30.000    |
| Polen (ZPAV)                 | Gold                                                                   | 25.000    |
| Vereinigte Staaten (RIAA)    | 5× Platin                                                              | 5.000.000 |
| Vereinigtes Königreich (BPI) | 2× Platin                                                              | 1.200.000 |
| Insgesamt                    | 6× Gold · 28× Platin ·                                                 | 7.825.000 |

### Truth Hurts
| Land/Region                  | Auszeichnungen für Musikverkäufe (Land/Region, Auszeichnung, Verkäufe) | Verkäufe  |
| ---------------------------- | ---------------------------------------------------------------------- | --------- |
| Australien (ARIA)            | 3× Platin                                                              | 210.000   |
| Brasilien (PMB)              | Diamant                                                                | 160.000   |
| Dänemark (IFPI)              | Gold                                                                   | 45.000    |
| Finnland (IFPI)              | Gold                                                                   | 20.000    |
| Frankreich (SNEP)            | Gold                                                                   | 100.000   |
| Italien (FIMI)               | Gold                                                                   | 35.000    |
| Kanada (MC)                  | 9× Platin                                                              | 720.000   |
| Neuseeland (RMNZ)            | 4× Platin                                                              | 120.000   |
| Niederlande (NVPI)           | Gold                                                                   | 40.000    |
| Norwegen (IFPI)              | Gold                                                                   | 30.000    |
| Österreich (IFPI)            | Gold                                                                   | 15.000    |
| Polen (ZPAV)                 | Gold                                                                   | 25.000    |
| Portugal (AFP)               | Gold                                                                   | 5.000     |
| Vereinigte Staaten (RIAA)    | 7× Platin                                                              | 7.000.000 |
| Vereinigtes Königreich (BPI) | Platin                                                                 | 600.000   |
| Insgesamt                    | 9× Gold · 24× Platin · 1× Diamant ·                                    | 9.125.000 |

### Boys
| Land/Region                  | Auszeichnungen für Musikverkäufe (Land/Region, Auszeichnung, Verkäufe) | Verkäufe  |
| ---------------------------- | ---------------------------------------------------------------------- | --------- |
| Australien (ARIA)            | Platin                                                                 | 70.000    |
| Kanada (MC)                  | 2× Platin                                                              | 160.000   |
| Österreich (IFPI)            | Gold                                                                   | 15.000    |
| Polen (ZPAV)                 | Gold                                                                   | 25.000    |
| Vereinigte Staaten (RIAA)    | Platin                                                                 | 1.000.000 |
| Vereinigtes Königreich (BPI) | Silber                                                                 | 200.000   |
| Insgesamt                    | 1× Silber · 2× Gold · 4× Platin ·                                      | 1.470.000 |

### Juice
| Land/Region                  | Auszeichnungen für Musikverkäufe (Land/Region, Auszeichnung, Verkäufe) | Verkäufe  |
| ---------------------------- | ---------------------------------------------------------------------- | --------- |
| Australien (ARIA)            | 5× Platin                                                              | 350.000   |
| Brasilien (PMB)              | 2× Platin                                                              | 80.000    |
| Dänemark (IFPI)              | Gold                                                                   | 45.000    |
| Frankreich (SNEP)            | Platin                                                                 | 200.000   |
| Italien (FIMI)               | Gold                                                                   | 25.000    |
| Kanada (MC)                  | 3× Platin                                                              | 240.000   |
| Neuseeland (RMNZ)            | Platin                                                                 | 30.000    |
| Österreich (IFPI)            | Gold                                                                   | 15.000    |
| Polen (ZPAV)                 | Gold                                                                   | 25.000    |
| Portugal (AFP)               | Gold                                                                   | 5.000     |
| Vereinigte Staaten (RIAA)    | 2× Platin                                                              | 2.000.000 |
| Vereinigtes Königreich (BPI) | Platin                                                                 | 600.000   |
| Insgesamt                    | 5× Gold · 15× Platin ·                                                 | 3.615.000 |

### Blame It on Your Love
| Land/Region | Auszeichnungen für Musikverkäufe (Land/Region, Auszeichnung, Verkäufe) | Verkäufe |
| ----------- | ---------------------------------------------------------------------- | -------- |
| Kanada (MC) | Gold                                                                   | 40.000   |
| Insgesamt   | 1× Gold ·                                                              | 40.000   |

### Tempo
| Land/Region               | Auszeichnungen für Musikverkäufe (Land/Region, Auszeichnung, Verkäufe) | Verkäufe  |
| ------------------------- | ---------------------------------------------------------------------- | --------- |
| Kanada (MC)               | Gold                                                                   | 40.000    |
| Vereinigte Staaten (RIAA) | Platin                                                                 | 1.000.000 |
| Insgesamt                 | 1× Gold · 1× Platin ·                                                  | 1.040.000 |

### Cuz I Love You
| Land/Region               | Auszeichnungen für Musikverkäufe (Land/Region, Auszeichnung, Verkäufe) | Verkäufe |
| ------------------------- | ---------------------------------------------------------------------- | -------- |
| Brasilien (PMB)           | Gold                                                                   | 20.000   |
| Kanada (MC)               | Gold                                                                   | 40.000   |
| Vereinigte Staaten (RIAA) | Gold                                                                   | 500.000  |
| Insgesamt                 | 3× Gold ·                                                              | 560.000  |

### Rumors
| Land/Region                  | Auszeichnungen für Musikverkäufe (Land/Region, Auszeichnung, Verkäufe) | Verkäufe  |
| ---------------------------- | ---------------------------------------------------------------------- | --------- |
| Australien (ARIA)            | Gold                                                                   | 35.000    |
| Kanada (MC)                  | Platin                                                                 | 80.000    |
| Vereinigte Staaten (RIAA)    | Platin                                                                 | 1.000.000 |
| Vereinigtes Königreich (BPI) | Silber                                                                 | 200.000   |
| Insgesamt                    | 1× Silber · 1× Gold · 2× Platin ·                                      | 1.315.000 |

### About Damn Time
| Land/Region                  | Auszeichnungen für Musikverkäufe (Land/Region, Auszeichnung, Verkäufe) | Verkäufe  |
| ---------------------------- | ---------------------------------------------------------------------- | --------- |
| Australien (ARIA)            | Platin                                                                 | 70.000    |
| Brasilien (PMB)              | Platin                                                                 | 40.000    |
| Dänemark (IFPI)              | Platin                                                                 | 90.000    |
| Frankreich (SNEP)            | Platin                                                                 | 200.000   |
| Italien (FIMI)               | Platin                                                                 | 100.000   |
| Kanada (MC)                  | 6× Platin                                                              | 480.000   |
| Neuseeland (RMNZ)            | Platin                                                                 | 30.000    |
| Norwegen (IFPI)              | Platin                                                                 | 60.000    |
| Österreich (IFPI)            | Platin                                                                 | 30.000    |
| Polen (ZPAV)                 | Platin                                                                 | 50.000    |
| Portugal (AFP)               | Platin                                                                 | 10.000    |
| Schweiz (IFPI)               | Platin                                                                 | 20.000    |
| Spanien (Promusicae)         | Platin                                                                 | 60.000    |
| Vereinigte Staaten (RIAA)    | 2× Platin                                                              | 2.000.000 |
| Vereinigtes Königreich (BPI) | 2× Platin                                                              | 1.200.000 |
| Insgesamt                    | 22× Platin ·                                                           | 4.440.000 |

### 2 Be Loved (Am I Ready)
| Land/Region                  | Auszeichnungen für Musikverkäufe (Land/Region, Auszeichnung, Verkäufe) | Verkäufe  |
| ---------------------------- | ---------------------------------------------------------------------- | --------- |
| Dänemark (IFPI)              | Gold                                                                   | 45.000    |
| Frankreich (SNEP)            | Platin                                                                 | 200.000   |
| Italien (FIMI)               | Gold                                                                   | 50.000    |
| Kanada (MC)                  | 2× Platin                                                              | 160.000   |
| Neuseeland (RMNZ)            | Gold                                                                   | 15.000    |
| Österreich (IFPI)            | Gold                                                                   | 15.000    |
| Schweiz (IFPI)               | Gold                                                                   | 10.000    |
| Vereinigtes Königreich (BPI) | Platin                                                                 | 600.000   |
| Insgesamt                    | 5× Gold · 4× Platin ·                                                  | 1.095.000 |

## Auszeichnungen nach Liedern

### Like a Girl
| Land/Region               | Auszeichnungen für Musikverkäufe (Land/Region, Auszeichnung, Verkäufe) | Verkäufe |
| ------------------------- | ---------------------------------------------------------------------- | -------- |
| Kanada (MC)               | Gold                                                                   | 40.000   |
| Vereinigte Staaten (RIAA) | Gold                                                                   | 500.000  |
| Insgesamt                 | 2× Gold ·                                                              | 540.000  |

### Soulmate
| Land/Region               | Auszeichnungen für Musikverkäufe (Land/Region, Auszeichnung, Verkäufe) | Verkäufe |
| ------------------------- | ---------------------------------------------------------------------- | -------- |
| Kanada (MC)               | Gold                                                                   | 40.000   |
| Vereinigte Staaten (RIAA) | Gold                                                                   | 500.000  |
| Insgesamt                 | 2× Gold ·                                                              | 540.000  |

## Statistik und Quellen
| Land/RegionAuszeichnungen für Musikverkäufe (Land/Region, Auszeichnungen, Verkäufe, Quellen) | Silber     | Gold       | Platin         | Diamant  | Verkäufe   | Quellen              |
| -------------------------------------------------------------------------------------------- | ---------- | ---------- | -------------- | -------- | ---------- | -------------------- |
| Australien (ARIA)                                                                            | —          | Gold1      | 16× Platin16   | —        | 1.155.000  | aria.com.au          |
| Belgien (BRMA)                                                                               | —          | Gold1      | —              | —        | 20.000     | ultratop.be          |
| Brasilien (PMB)                                                                              | —          | Gold1      | 5× Platin5     | Diamant1 | 380.000    | pro-musicabr.org.br  |
| Dänemark (IFPI)                                                                              | —          | 5× Gold5   | Platin1        | —        | 280.000    | ifpi.dk              |
| Finnland (IFPI)                                                                              | —          | 2× Gold2   | —              | —        | 40.000     | Einzelnachweise      |
| Frankreich (SNEP)                                                                            | —          | 2× Gold2   | 4× Platin4     | —        | 950.000    | snepmusique.com      |
| Italien (FIMI)                                                                               | —          | 4× Gold4   | Platin1        | —        | 245.000    | fimi.it              |
| Kanada (MC)                                                                                  | —          | 5× Gold5   | 34× Platin34   | —        | 2.920.000  | musiccanada.com      |
| Neuseeland (RMNZ)                                                                            | —          | 2× Gold2   | 12× Platin12   | —        | 352.500    | radioscope.co.nz NZ2 |
| Niederlande (NVPI)                                                                           | —          | Gold1      | —              | —        | 40.000     | nvpi.nl              |
| Norwegen (IFPI)                                                                              | —          | 3× Gold3   | Platin1        | —        | 130.000    | ifpi.no              |
| Österreich (IFPI)                                                                            | —          | 4× Gold4   | 2× Platin2     | —        | 120.000    | ifpi.at              |
| Polen (ZPAV)                                                                                 | —          | 5× Gold5   | Platin1        | —        | 160.000    | olis.pl              |
| Portugal (AFP)                                                                               | —          | 2× Gold2   | Platin1        | —        | 20.000     | Einzelnachweise      |
| Schweiz (IFPI)                                                                               | —          | Gold1      | Platin1        | —        | 30.000     | hitparade.ch         |
| Spanien (Promusicae)                                                                         | —          | —          | Platin1        | —        | 60.000     | elportaldemusica.es  |
| Vereinigte Staaten (RIAA)                                                                    | —          | 3× Gold3   | 20× Platin20   | —        | 21.500.000 | riaa.com             |
| Vereinigtes Königreich (BPI)                                                                 | 2× Silber2 | Gold1      | 7× Platin7     | —        | 4.700.000  | bpi.co.uk            |
| Insgesamt                                                                                    | 2× Silber2 | 43× Gold43 | 107× Platin107 | Diamant1 |            |                      |